# High Stakes (film, 1931)
Pour les articles homonymes, voir High Stakes.
High Stakes est un film américain réalisé par Lowell Sherman, sorti en 1931.

## Synopsis
Adaptation d'une pièce de théâtre de Broadway.

## Fiche technique
- Titre original : High Stakes
- Réalisation : Lowell Sherman
- Scénario : J. Walter Ruben
- Producteurs : Henry Hobart, William LeBaron
- Musique : Max Steiner
- Directeur de la Photographie : J. Roy Hunt
- Montage : Charles L. Kimball
- Costumes et direction artistique : Max Rée
- Ingénieur du son : George D. Ellis
- Société de Production : RKO Radio Pictures
- Durée : 72 minutes
- Pays :  États-Unis
- Langue : Anglais
- Couleur : Noir et blanc
- Format : 1.37 : 1
- Son : Mono (RCA Photophone Recording)
- Date de sortie :
  - États-Unis : 18 août 1931

## Distribution
- Lowell Sherman : Joe Lennon
- Mae Murray : Dolly Jordan Lennon
- Karen Morley : Anne Cornwall
- Edward Martindel : Richard Lennon
- Leyland Hodgson : Louis Winkler, dit Louis DeSalta
- Ethel Levey : Mme Leonore Gregory
- Alan Roscoe : Juge Hennessey
- Maude Turner Gordon : Mme Hennessey
- Charles Coleman : Murray
- Phillips Smalley : M. Gregory